# Crystal Bayat
Crystal Bayat (کریستال بیات) é uma ativista social afegã e defensora dos direitos humanos conhecida por seus protestos contra a ofensiva talibã no Afeganistão, pela defesa dos direitos das mulheres e pelo ativismo político dentro e fora do Afeganistão. Natural da província de Ghazni, xiita (vinda da família Bayat, uma minoria de etnia turca), Bayat nasceu em 1997 em Cabul. Ela cresceu a maior parte de sua vida com democracia e mudanças sociais positivas. Atualmente, ela continua a luta para preservar as conquistas dos direitos humanos afegãos como um agente de mudança.

## Biografia
Bayat nasceu em 1997 em Cabul e é natural da província de Ghazni e membro da tribo Bayat, uma minoria étnica turca . Sua mãe é ginecologista (atualmente incapaz de trabalhar devido à ofensiva do Talibã) e seu pai trabalhou para o Ministério de Assuntos Internos antes do colapso da república.

## Contribuições sociais
Depois de voltar da escola na Índia para o Afeganistão em 2020, Bayat iniciou o think tank político de direitos civis, Justice and Equality Trend, e a Crystal Bayat Foundation, uma fundação de caridade de direitos humanos focada em ajudar pessoas afegãs em risco.

## Prêmios e reconhecimentos
Em 2020, Bayat recebeu o Prêmio Rumi (2º lugar) na "Categoria de Literatura" e também foi indicada como uma das 50 Mulheres Influentes pelas organizadoras do Prêmio Rumi. Ela também foi reconhecida pelo ex-presidente afegão e pelo parlamento no início de 2020 por seu ativismo na aprovação do projeto de lei dos direitos das minorias.[carece de fontes?]
Em 7 de dezembro de 2021, Crystal Bayat foi nomeada na lista BBC 100 Women 2021 por seu ativismo social e defesa dos direitos humanos, que teve destaque nos protestos contra o Talibã, em 2021.